# 倉沢しえり
倉沢 しえり（くらさわ しえり、1999年12月24日 - ）は、日本のグラビアアイドル、タレント。東京都出身。松竹芸能所属。

## 来歴
2015年、レプロエンタテインメントに所属。2017年退所。
2018年、7年ぶりに復活した「ミスマガジン2018」に無所属でエントリーし、応募総数2893名の中から16名のファイナリストに選ばれる。そのうち9名で結成された演劇プロジェクト「劇団ミスマガジン」の一員になり、上演された舞台「ソウナンですか? 演劇版」では"遭難組"と呼ばれる主要人物の1人にキャスティングされた。
松竹グループ主催の初の全国オーディション「松竹ジャパングランプリ 全国オーディション 2018」ではファイナリストに選ばれ、同年に松竹芸能に所属。
2020年、舞台「スリッパ・ウェスタン」では、初のヒロイン役で出演。
2022年3月、大学を卒業。同年、ホダカ株式会社のスポーツバイクブランド「THIRDBIKES（サードバイクス）」のブランドアンバサダーに就任
2023年10月、週刊プレイボーイ創刊57周年企画「NIPPONグラドル57人」にグラビアニュージェネレーションの1人として掲載。

## 人物
- 高校時代はバスケットボール部のマネージャーを務めていた。
- 大学時代はダンスサークルに属していた[8]。
- 前事務所では特に南沙良と仲がよかった。ミスマガの同期である寺本莉緒も当時からの友人である。
- 倉沢は母と考えた芸名で、女優の倉沢淳美やミスマガの先輩でもある倉科カナ、および通っていた小学校名にあやかっている。ミスマガジンファイナリスト時期までの芸名は満原史絵里[9][10]。
- しえりは本名で、尾崎豊の楽曲「シェリー」やフランス語で可愛いという意味の「cherie」、空という意味の「ciel」が由来になっている。
- 愛犬はトイプードルのランちゃん。この名前は本人が名付けられる候補として二択だった片割れで、元キャンディーズの伊藤蘭にあやかったもの。
- 目指す女優像は「煮てもよし、焼いてもよし、生でもよし、お肉のようにどの現場にも順応できてナチュラルな演技ができる」女優[11]。
- 『まいにち賞レース』の「神速49秒お笑いバトル」などで、オジンオズボーン篠宮、紺野ぶるま、天津木村、おばたのお兄さん、ヤジマリー、もじゃといった芸人と組んでネタを披露している[12][13][14]。

## 出演

### テレビ
- どっぷりアプリ（BS11）
  - 「またおじいちゃんがいない」（2019年3月7日）
  - 「フォトスキャン by Googleフォト」（2019年3月21日）
  - 「My感謝日記」（2019年3月28日）
  - 「ワードウルフ決定版」（2019年5月2日）
  - 「デコプチ」「無気力系男子」（2019年5月9日）
  - 「RoomCo AR」「stampカレンダーDX」「どうぶつ顔診断」（2019年5月16日）
  - 「FiNC」「ボカロダマ」（2019年5月23日）
  - 「リアルな花火で癒しを -HANABI-」（2019年8月8日）
  - 「そんな事より完全にUFO飛んでる！」（2019年8月15日）
  - 「キョリ測」（2019年8月22日）
  - 「RealLive」（2019年8月29日）
  - 「akippa」（2019年10月3日）
  - 「Poplle」「どうぶつしょうぎウォーズ」（2019年10月17日）
  - 「カロリーママ」（2019年10月24日）
  - 「ことりっぷアプリ」（2019年11月7日）
  - 「タイムバンク」（2019年11月14日）
  - 「ムビート」（2019年11月21日）
  - 「サンタさんからの手紙」（2019年12月5日）
  - 「読めないと恥ずかしい大人の常識漢字」（2019年12月12日）
  - 「DENGEN CAFE」（2019年12月26日）
  - 「おいしいおえかき SketchCook」（2020年2月6日）
  - 「PinnAR」（2020年2月20日）
  - 「TOLOT」（2020年2月27日）
  - 「ラクウル」（2020年3月5日）
  - 「Creema」「泥棒をやっつけろ！」（2020年3月19日）
  - 「3D雨雲ウォッチ」（2020年6月2日）
  - 「whynow」「ミステリーの時間 - 謎解き探索ゲーム」（2020年6月9日）
  - 「Koekata」「CODE」（2020年6月16日）
  - 「グッピーヘルスケア」（2020年8月4日）
  - 「世界のレシピ—Yumscroll」「わたしのかき氷」「ねこのアイスクリーム屋さん」（2020年8月18日）
  - 「動く！ぬりえワールド」（2020年9月8日）
  - 「飛べゴリラ」「ゴリラ・オンライン」（2020年9月22日）
  - 「ネイルシールプリント for Canon」（2020年10月13日）

- 痛快TV スカッとジャパン（フジテレビ）
  - 「仮病で会社をズル休みするオンナ」（2019年3月11日） - 岸田花奈 役
- 透明彼女 season13 #1（2020年7月10日、V☆パラダイス） - 2020年9月 東京Lilyランキング 動画部門 第2位[15]
- 「事故物件 恐い間取り」公開記念特番（2020年8月19日 - 9月16日、衛星劇場ほか）

### 映画
- 事故物件 恐い間取り（2020年8月28日、松竹）
- さんかく窓の外側は夜（2021年1月22日、松竹）
- 死刑にいたる病（2022年5月6日、クロックワークス）

### 配信ドラマ
- 仮面ライダーBLACK SUN（2022年10月28日、Amazon Prime Video） - 堂波の女（1972年） 役

### ラジオ
- ステラ☆HAPPY！LIVE！（市川うららFM）※記載の公開収録日から17日後の金曜日に配信
  - 2018年7月3日
  - 2019年3月19日

### 音声配信
- よゐこ有野のノーギャラジオ（2022年12月19日、Radiotalk）[16]
  - 公開生放送！よゐこ有野のノーギャラジオIN しらこばと水上公園（2023年5月20日、Radiotalk）[17]

### Web配信
- Abema Prime（2018年5月1日、AbemaTV）
- 倉沢しえり（2018年5月5日 - 、SHOWROOM）
  - 「ミスマガジン2018 ベスト16」SHOWROOM投票！（2018年5月7日 - 5月20日）
  - 【SHOWROOM枠予選】雑誌『Ray』モデルオーディション（2018年8月31日 - 9月8日）
  - 【SHOWROOM枠準決勝】雑誌『Ray』モデルオーディション（2018年9月12日 - 9月16日）
  - 【SHOWROOM枠決勝】雑誌『Ray』モデルオーディション（2018年9月21日 - 9月30日）
  - 【SR枠高校生以上 予選③】“LARME teens”レギュラーモデルオーディション（2019年12月22日）
  - 【SR枠高校生以上 準決勝】“LARME teens”レギュラーモデルオーディション（2020年1月4日 - 1月12日）
  - 【SR枠高校生以上 決勝】“LARME teens”レギュラーモデルオーディション（2020年1月17日 - 1月26日）
  - 【本決勝】“LARME teens” レギュラーモデルオーディション（2020年1月31日 - 2月9日）
- 矢口真里の火曜The NIGHT（2018年5月9日、AbemaTV）- 【特別企画】ミスマガジン水着で大集合SP
- ミスマガジン2018【公式】（SHOWROOM）
  - 2018年9月23日
  - 2018年10月29日

- 昭和レトロ散策（WATCHY）
  - 「山の上ホテル」（2019年4月22日）
  - 「東京さくらトラム(都電荒川線)三ノ輪橋停留場」（2019年4月22日）
- オンライン朗読劇「葉桜と魔笛」（2020年5月18日、Zoom）
- 競輪ライブエンターテインメント TIPSTAR
  - 2020年7月11日
  - 2020年8月23日
  - 2020年9月19日

- まいにち賞レース (2024年-、YouTube、TELASA)
  - 神速49秒お笑いバトル 思春期男子ウケ選手権
  - 【前半戦】芸人として 大切な事を教えてくれた選手権
  - 【後半戦】芸人として 大切な事を教えてくれた選手権
  - 神速49秒お笑いバトル グラドルイカしネタ選手権
  - 神速49秒お笑いバトル 私達をもっとおいしくしてよ 初夏のグラドル祭 (2025年、YouTube[18]、TELASA[19])

### 舞台
- 「ソウナンですか? 演劇版」（2018年11月7日 - 11日、シアターブラッツ） - 九条紫音 役[3]
- 「楽園の女王」（2019年5月29日 - 6月4日、新宿シアターモリエール） - ベル 役[20]
- 朗読劇「いつもの帰り道」（2020年3月12日 - 15日、池袋HUMAXシネマズ） - 川内鈴香 役（Bチーム）
- 「ドレミの歌〜女子校版〜」（2020年6月24日 - 28日、新宿スターフィールド） - 城田 役
- 無情報 本公演vol.5「スリッパ・ウェスタン」（2020年11月13日 - 16日、ザムザ阿佐谷） - ヒロイン 役
- 劇団バルスキッチン 第15回公演 「商店街グランドリオン」（2021年7月21日 - 25日、シアターグリーンBIG TREE THEATER） - 木村ミニー 役
- 無情報 本公演vol.6「そこまでだ悪いやつ！」（2021年10月14日 - 17日、BOX in BOX THEATRE） - ピンク 役
- ILLUMINUS  「星の少年と月の姫」（2022年1月12日 - 16日、シアターKASSAI） - シーラ 役
- 無情報 本公演vol.7「嶺上開花」（2022年6月24日 - 26日、シアターグリーンBIG TREE THEATER） - ランファ 役
- ILLUMINUS  「女王虐殺」（2022年10月26日 - 30日、六行会ホール） - ラビット 役
- ホリエモン主演・プロデュースミュージカル  「クリスマスキャロル」（2022年12月7日 - 13日、東京キネマ倶楽部） - パティ 役
- 無情報 結成10周年記念公演「BILL'S BILLS BUILDS」（2024年6月20日 - 23日、CBGKシブゲキ!!）[21]

### YouTube動画
- シアターフォーラム
  - 劇団ミスマガジン『ソウナンですか？』初日前会見（2018年11月8日）
- ILLUMINUS Stage-project
  - 「楽園の女王」オープニング（2019年5月29日）
- 松竹チャンネル/SHOCHIKUch
  - 【松竹エンタメライフ】寅さんゆかりのスポットを歩いた松竹芸能所属・倉沢しえりさんの感想は？（2019年6月27日）

### イベント
- 24時間テレビ「愛は地球を救う」チャリティーイベント（2019年8月24日、日産グローバル本社ギャラリー）
- 松竹若手バトルライブ「笑っっちゃ王」（2019年11月12日、新宿角座） - アシスタント
- 「松竹ジャパングランプリ全国オーディション2019」最終審査＆グランプリ発表会（2019年11月17日、都内） - アシスタント
- 第64回「映画の日」中央式典（2019年11月29日、都内ホテル） - アシスタント

### CM・広告
- ホダカ「THIRDBIKES」（2022年 - ） -  ブランドアンバサダー[6]

## 書籍

### 雑誌
- 週刊ヤングマガジン
  - 2018年5月21日号 No.23 - ミスマガジン2018ベスト16 表紙・巻頭・巻中グラビア
  - 2018年10月15日号 No.44 - ツキイチミスマガ
  - 2018年11月5日号 No.47 - 劇団ミスマガジン上演記念スペシャルグラビア
  - 2019年1月1日号 No.1 - ツキイチミスマガ

- 週刊プレイボーイ
  - 2018年12月10日号 No.50[4] - 巻末グラビア
- BOMB
  - 2019年4月号（創刊40周年記念号） - よゐこ有野晋哉連載コラム『棚からボム餅』連載20周年企画グラビア

## 作品

### イメージDVD
- 素顔。（2021年2月26日、竹書房）[22][23]
- 恋かも（2022年12月22日、ギルド）[24][25]
- しえりずむ（2023年11月20日、ラインコミュニケーションズ）[26][27]
- 好きちらり（2024年12月18日、スパイスビジュアル）[28][29]